# アル・バティーン・エグゼクティブ空港
アル・バティーン・エグゼクティブ空港（阿: مطار البطين للطيران الخاص、英: Al Bateen Executive Airport）は、アラブ首長国連邦の首都アブダビにある空港。主にプライベートジェットが発着しているほか、アラブ首長国連邦空軍の基地（アル・バティーン空軍基地）としても機能している。
レッドブル・エアレース・ワールドシリーズ アブダビが開催される際はレースエアポートとして利用していた。

## 沿革
1960年代に開港し、1982年にアブダビ国際空港が完成するまでは、アブダビで唯一の空港であった。その後はアラブ首長国連邦空軍の基地になり、2008年よりプライベートジェット専門の空港としても運用されるようになった。

## 就航航空会社

### 旅客便
| 航空会社         | 就航地                               |
| ---------------- | ------------------------------------ |
| ロタナ・ジェット | デルマ島、フジャイラ、シルバニヤス島 |

## 配置部隊
- 輸送航空団
  - C-130飛行隊（C-130H）
  - CASA飛行隊（CN-235M-110）
  - ピューマ飛行隊（IAR-330SM）
  - 第6飛行隊（AB 412HP/SP、ベル 214B）
  - 海軍飛行隊（AS 332B/M、AS 565SB）